# 아세톤
아세톤(Acetone), 다이메틸 케톤(Dimethyl ketone) 또는 프로판온(Propanone)은 가장 간단한 형태의 케톤이다. 화학식은 CH3COCH3이며, 물, 알코올, 에테르 등 대부분의 용매와 잘 섞인다. 상온에서 휘발성이 강하므로 인화성이 크다. 분자량은 58.08, 어는점은 -94.6°C, 끓는점은 56.5°C, 비중은 0.792이다.
아세톤은 체내의 일반적인 대사과정에서 만들어지고 배출된다. 보통 혈액과 소변에 존재하며, 당뇨병이 있는사람들은 보통사람보다 아세톤을 체내에서 더 많이 만들어 낸다. 생식 독성실험결과 생식관련 문제를 일으킬 가능성이 낮은 것으로 나타났다. 임신부, 모유수유자, 아이들은 체내 아세톤 레벨이 높다고 한다.

## 특성
특유의 냄새가 나고 무색이며, 물에 잘 녹을 뿐만 아니라 여러 탄소 화합물을 잘 녹인다. 용매, 매니큐어 제거제 등으로 쓰인다.

## 반응
아세톤은 여러 가지 화합물과 반응할 수 있다. 대표적인 반응으로는 다음과 같은 것이 있다.
- 대부분의 환원제에 의하여 아이소프로필알코올이 된다. 그러나 아말감 나트륨과는 피나콜을 생성한다.
- 이크롬산 나트륨과 황산과의 반응으로 아세트산과 이산화탄소를 생성한다.
- 하이포아염소산, 하이포아브롬산, 하이포아아이오딘산과 반응하여 각각 클로로폼, 브로모폼, 아이오도폼을 생성한다.
- 열분해 시키면 에텐온과 메테인을 생성한다.
- 무수 염화 수소와 반응하여 산화 메시틸과 포론을 생성한다.
- 진한 황산과 반응하여 메시틸렌을 생성한다.
- 암모니아와 반응하여 아세톤 아민을 생성한다. 아세톤 아민에는 다이아세톤아민 등이 있다.
- 사이안화 수소와 반응하여 아세톤 사이아노하이드린을 생성한다.

## 제법
공업적으로는 크게 4가지 방법으로 만들어진다.
- 아세트산의 증기가 가열된 석회를 통과하면 아세트산과 석회가 반응하여 아세트산 칼슘이 만들어지고, 이것이 다음과 같은 반응으로 아세톤과 탄산 칼슘을 만든다.

Ca(CH3COO)2 → CH3COCH3 + CaCO3
- 옥수수 등에서 나오는 녹말을 발효시키면 뷰틸 알코올과 함께 생성된다.
- 쿠멘을 산화시켜 과산화 쿠멘을 만들고, 이것을 분해시켜 아세톤과 페놀을 얻을 수 있다.
- 프로펜을 공기와 촉매 존재 하에서 산화시켜 아세톤을 얻는다. 촉매 용액은 염화 구리와 약간의 염화 팔라듐으로 구성된다. 반응식은 다음과 같다.

CH3CH=CH2 + 1/2 O2 → CH3COCH3
이 반응이 진행될 때 염화 팔라듐은 팔라듐과 염화 수소로 환원된다.
실험적으로는 아이소프로필 알코올을 산화시키는 방법으로도 만들 수 있다.

## 용도
아세톤은 아주 중요한 용매중 하나이며 플라스틱이나 셀룰로스 도료 제작에 널리 쓰인다. 아세틸렌을 녹여 저장하는 용도로도 사용된다. 유기 합성의 원료로도 사용되며 아세톤으로부터 생성되는 대표적인 화합물은 다이아세톤 알코올이다. 다이아세톤 알코올은 용매, 시너 등으로 사용된다.
실생활에서는 물과 유기용매 모두에 대해서 잘 녹는다는 성질을 이용하여, 페인트와 같이 물로 세척되지 않는 물질을 세척하는데 사용된다. 특히, 손톱에 바른 매니큐어의 제거에 유용하다.

## 위험성
아세톤은 인화성이 강한 물질이기 때문에 취급에 주의해야 한다. 장기적인 피부 접촉은 심한 염증을 일으킬 수 있다. 독성물질에 속한다.

### 섭취
적은 양을 삼키는 것은 그다지 해를 끼치지 않으나, 다량 복용하면 복통, 구역질, 그리고 구토가 일어날 수 있다. 폐로 들어갈 경우 폐가 치명적인 손상을 입을 수 있으며, 이 경우는 응급상황으로 분류된다. 나머지 증상은 흡입시의 증상과 유사하다.

### 흡입
증기를 흡입할 경우 기도가 자극을 받을 수 있다. 기침, 어지러움, 둔함, 두통이 있을 수 있다. 고농도에서는 중추신경 억제, 마취, 의식 없음의 증세를 보일 수 있다.

### 피부
지방질을 제거하기 때문에 피부에 자극성이다. 노출될 경우 통증, 건조, 부스러짐이 있을 수 있다.

### 눈
증기는 눈을 자극한다. 눈에 튈 경우 얼얼함, 발적, 통증이 있을 수 있다.

## 참고 문헌
- Considine, G. D., Van Nostrand's encyclopedia of chemistry, 5th edition, Hoboken : Wiley-Interscience, 2005.
- https://web.archive.org/web/20080527092209/http://www.jtbaker.com/msds/englishhtml/A0446.htm